# موپیپی، بوتسوانا
موپیپی (به انگلیسی: Mopipi) شهری در ناحیهٔ مرکزی کشور بوتسوانا است که در سال ۲۰۰۰ میلادی ۵٬۶۲۵ نفر جمعیت داشته که از این تعداد، ۲٬۷۲۵ نفر مرد و ۲٬۹۰۰ نفر زن بوده‌اند.